# مایسور
مایسور (قزاقی: Майсор) یک دریاچه در استان پاولودار کشور قزاقستان است.